# Матівос Юрій Миколайович
Ю́рій Микола́йович Ма́тівос (15 квітня 1938, с. Сасівка, тепер Компаніївського району Кіровоградської області) — сучасний український кропивницький краєзнавець. Заслужений журналіст України, лауреат обласної краєзнавчої премії імені Володимира Ястребова.

## З біографії та творчості
Юрій Миколайович Матівос народився 15 квітня 1938 року у селі Сасівці Компаніївського району Кіровоградської області. 
Після закінчення середньої школи служив у армії, працював на виробництві. 
Закінчив історичний факультет Одеського державного університету. 
У 1972—2002 роках працював у місцевих ЗМІ, зокрема, обласних газетах «Кіровоградська правда» та «Народне слово». 
Юрій Матівос давно (понад 30 років) і плідно захоплюється та вивчає кіровоградське краєзнавство. Краєзнавець видав численні книжки з місцевої історії та культури, а також путівники Кіровограда, зокрема «Кіровоград» (путівник), «Туристські маршрути Кіровоградщини», «Місто над сивим Інгулом», «Вулицями рідного міста». Він також є автором прозових творів і віршів у збірниках та альманахах.
Юрій Миколайович є активним прибічником теорії першої назви Кіровограда Новокозачин, з приводу чого в регіоні тривають гострі дискусії та суперечки.